# Michèle Jacot
Michèle Jacot (Le Pont-de-Beauvoisin, França, 5 de gener de 1952), és una esquiadora retirada que va guanyar 1 Campionat del Món (3 Medalles en total), 1 general de la Copa del Món, 1 Copa del Món en disciplina d'Eslàlom Gegant i 10 victòries a la Copa del Món d'Esquí Alpí (amb un total de 20 pòdiums).

## Resultats

### Jocs Olímpics d'Hivern
- 1976 a Innsbruck, Àustria
  - Eslàlom Gegant: 13a

### Campionats Mundials
- 1970 a Val Gardena, Itàlia
  - Combinada: 1a
  - Eslàlom: 3a
  - Eslàlom Gegant: 4a
  - Descens: 8a
- 1974 a St. Moritz, Suïssa
  - Eslàlom: 2a
  - Descens: 15a

### Copa del Món

#### Classificació general Copa del Món
- 1967-1968: 34a
- 1968-1969: 8a
- 1969-1970: 1a[2]
- 1970-1971: 2a
- 1971-1972: 11a
- 1973-1974: 26a
- 1974-1975: 20a

#### Classificació per disciplines (Top-10)
- 1968-1969 :
  - Eslàlom Gegant: 2a
  - Descens: 8a
  - Eslàlom: 10a
- 1969-1970 :
  - Eslàlom Gegant: 1a
  - Eslàlom: 2a
  - Descens: 4a
- 1970-1971 :
  - Eslàlom Gegant: 2a
  - Eslàlom: 5a
  - Descens: 6a
- 1971-1972 :
  - Eslàlom: 8a
  - Eslàlom Gegant: 9a
  - Descens: 10a

#### Victòries a la Copa del Món (10)

##### Descens (1)
| Data             | Lloc    |
| ---------------- | ------- |
| 20 de gener 1971 | Schruns |

##### Eslàlom Gegant (6)
| data              | lloc         |
| ----------------- | ------------ |
| 9 de febrer 1969  | Vipiteno     |
| 14 de març 1969   | Mt. St. Anne |
| 4 de gener 1970   | Oberstaufen  |
| 7 de febrer 1970  | Vancouver    |
| 8 de gener 1971   | Oberstaufen  |
| 20 de febrer 1971 | Sugarloaf    |

##### Eslàlom (3)
| data                | lloc        |
| ------------------- | ----------- |
| 12 de desembre 1969 | Val-d'Isère |
| 6 de gener 1970     | Grindelwald |
| 9 de gener 1971     | Oberstaufen |